# فرانسیسکو دی کارو
فرانسیسکو دی کارو (انگلیسی: Francisco de Caro; ۲۳ مارس ۱۸۹۸ – ۳۱ ژوئیهٔ ۱۹۷۶) موسیقی‌دان اهل آرژانتین بود.